# Système Kolp'um
Le système Kolp'um (en coréen : 골품제도, MC-R ; Kolp'umjedo) est un système de caste qui structure l'aristocratie du royaume de Silla dans l'actuelle Corée. Il attribue un rang à chaque personne en fonction de sa proximité avec la famille royale, ce qui lui donne accès ou non à certaines charges administratives. Le fonctionnement de ce système est décrit dans le Samguk sagi publié après la période Silla.